# Гогриаль
Гогриаль (англ. Gogrial) — город в северной части Южного Судана, на территории округа Западный Гогриаль штата Вараб.

## Географическое положение
Город находится в западной части штата, на левом берегу реки Джур, на расстоянии приблизительно 27 километров к северо-северо-востоку (NNE) от Кваджока, административного центра штата и на расстоянии 555 километров к северо-западу от столицы страны Джубы. Абсолютная высота — 397 метров над уровнем моря.

## Население
По данным Национального бюро статистики Республики Южный Судан (National Bureau of Statistics) численность населения Гогриаля в 2010 году составляла 28 496 человек.

## Транспорт
В центральной части города расположен одноимённый аэропорт (ICAO: HSGO).